# Libro dei Qi settentrionali
Il Libro dei Qi settentrionali (北齊書T, 北齐书S, Běi Qí ShūP) era la storia ufficiale della dinastia cinese dei Qi settentrionali. Fu scritta dallo storico della dinastia Tang Li Baiyao (李百藥) e fu completata nel 636. È elencata tra le Ventiquattro Storie ufficiali della Cina. Il libro originale conteneva 50 capitoli, ma fu scoperto durante la dinastia Song che soltanto 17 capitoli erano intatti. Il resto è andato perduto.

## Contenuto
Come già detto il Libro dei Qi settentrionali comprende 36 capitoli, raccolti in altrettanti volumi. I primi 8 contengono gli annali (紀), mentre i volumi da 9 a 50 contengono le biografie (列傳) delle più importanti figure del periodo.